# Фанта Василь Васильович
Василь Васильович Фанта (1977—2022) — головний сержант збройних сил України, учасник російсько-української війни.

## Життєпис
Під час повномасштабної війни був головним сержантом 128-ї окремої гірсько-штурмової бригади.

## Нагороди
- Орден «За мужність» III ступеня[1].